# 东山镇 (上犹县)
东山镇，是中华人民共和国江西省赣州市上犹县下辖的一个乡镇级行政单位，临上犹江，是上犹县的县中心所在。

## 行政区划
东山镇下辖以下地区：
城东社区、和平社区、犹江社区、犹兴社区、城南社区、石坑村、广田村、东门村、滨江村、南河村、茶亭村、黄竹村、元鱼村、中稍村、群英村、伏垇村、高桥村、南塘村、沿河村、上埠村、清湖村和彭洞村。